# Atletismo nos Jogos Pan-Americanos de 1999 - 110 m com barreiras masculino
As provas dos 110 m com barreiras masculino nos Jogos Pan-Americanos de 1999 foram realizadas de 28 a 30 de julho de 1999.

## Medalhistas
| Ouro                  | Prata                   | Bronze                          |
| Anier García CUB Cuba | Yoel Hernández CUB Cuba | Eugene Swift USA Estados Unidos |

## Resultados

### Eliminatórias
Classificação: Os três primeiros de cada eliminatória (Q) e os próximos dois melhores (q) classificaram para a final.
Vento:
Eliminatória 1: +0.8 m/s, Eliminatória 2: +1.6 m/s
| Posição | Eliminatória | Nome               | Nacionalidade                | Tempo | Notas |
| ------- | ------------ | ------------------ | ---------------------------- | ----- | ----- |
| 1       | 2            | Eugene Swift       | USA Estados Unidos           | 13.21 | Q     |
| 2       | 2            | Dominique Arnold   | USA Estados Unidos           | 13.21 | Q     |
| 3       | 2            | Yoel Hernández     | CUB Cuba                     | 13.43 | Q     |
| 4       | 2            | Luiz André Balcers | BRA Brasil                   | 13.46 | q, PB |
| 5       | 2            | Jeffrey Jackson    | ISV Ilhas Virgens Americanas | 13.50 | q     |
| 6       | 1            | Anier García       | CUB Cuba                     | 13.58 | Q     |
| 7       | 1            | Steve Brown        | TRI Trinidad e Tobago        | 13.59 | Q     |
| 8       | 1            | Maurice Wignall    | JAM Jamaica                  | 13.66 | Q     |
| 9       | 1            | Márcio de Souza    | BRA Brasil                   | 13.67 |       |
| 10      | 1            | Adrian Woodley     | CAN Canadá                   | 13.77 |       |
| 11      | 1            | Wagner Marseille   | HAI Haiti                    | 13.88 |       |
| 12      | 2            | Gabriel Burnett    | BAR Barbados                 | 13.95 |       |
| 13      | 1            | Jackson Quiñónez   | ECU Equador                  | 14.28 |       |

### Final
Vento: +1.1 m/s
| Posição          | Nome               | Nacionalidade                | Tempo | Notas |
| ---------------- | ------------------ | ---------------------------- | ----- | ----- |
| Medalha de ouro  | Anier García       | CUB Cuba                     | 13.17 | PR    |
| Medalha de prata | Yoel Hernández     | CUB Cuba                     | 13.24 | PB    |
| 3                | Eugene Swift       | USA Estados Unidos           | 13.41 |       |
| 4                | Dominique Arnold   | USA Estados Unidos           | 13.45 |       |
| 5                | Steve Brown        | TRI Trinidad e Tobago        | 13.53 |       |
| 6                | Luiz André Balcers | BRA Brasil                   | 13.64 |       |
| 7                | Maurice Wignall    | JAM Jamaica                  | 13.76 |       |
| 8                | Jeffrey Jackson    | ISV Ilhas Virgens Americanas | 13.83 |       |